# 黄檀
黄檀（学名：Dalbergia hupeana）为豆科黄檀属下的一个种。